# Spilosoma sumatrana
Spilosoma sumatrana är en fjärilsart som beskrevs av Swinhoe 1905. Spilosoma sumatrana ingår i släktet Spilosoma och familjen björnspinnare. Inga underarter finns listade i Catalogue of Life.